# Shelley Taylor Morgan
Shelley Taylor Morgan (* 3. September 1950 in Charleston, West Virginia) ist eine US-amerikanische ehemalige Schauspielerin. Mitte der 1980er Jahre wurde sie einem breiten Publikum durch ihre Rolle in General Hospital bekannt.

## Leben
Morgan wurde am 3. Septembe 1950 in Charleston im US-Bundesstaat Charleston geboren. Sie ist mit Greg Taylor verheiratet. Sie gab 1980 im Fernsehfilm Marilyn Monroe – Eine wahre Geschichte ihr Filmdebüt. Anfang der 1980er Jahre folgten Episodenrollen in den Fernsehserien Archie Bunker’s Place und Ace Crawford, Private Eye sowie Filmrollen in Talon im Kampf gegen das Imperium, Die Klassenfete oder Scarface. Von 1984 bis einschließlich 1986 verkörperte sie die Rolle der Lorena Sharpe in 93 Episoden der Fernsehserie General Hospital. 1985 wirkte sie im Film Malibu-Express in der Rolle der Anita Chamberlain mit. 1987 war sie in vier Episoden der Fernsehserie Hunter in der Rolle der Sgt. Kitty O’Hearn zu sehen. 1989 erhielt sie eine wiederkehrende Rolle als Anjelica Deveraux in der Fernsehserie Zeit der Sehnsucht. 1990 hatte sie Episodenrollen in den Fernsehserien Geschichten aus der Gruft und Die Fälle der Rosie O'Neill inne, wirkte im Folgejahr in einer Episode der Fernsehserie Big Brother Jake mit und spielte 1992 im Fernsehfilm Inside America’s Totally Unsolved Lifestyles mit. 2000 spielte sie in einer Episode der Fernsehserie Noch mal mit Gefühl mit. 2001 war sie zuletzt als Filmschauspielerin in einer Episode der Fernsehserie Lady Cops – Knallhart weiblich tätig.
Als Bühnendarstellerin war sie unter anderen in den Stücken Steambath, The Mind with the Dirty Man, Backbone of America und Aspirins and Elephants zu sehen.

## Filmografie (Auswahl)
- 1980: Marilyn Monroe – Eine wahre Geschichte (Marilyn: The Untold Story, Fernsehfilm)
- 1982: Talon im Kampf gegen das Imperium (The Sword and the Sorcerer)
- 1982: Archie Bunker’s Place (Fernsehserie, Episode 3x27)
- 1983: Die Klassenfete (My Tutor)
- 1983: Intimate Agony (Fernsehfilm)
- 1983: Ace Crawford, Private Eye (Fernsehserie, Episode 3x27)
- 1983: Scarface
- 1984–1986: General Hospital (Fernsehserie, 93 Episoden)
- 1985: Malibu-Express (Malibu Express)
- 1987: Was nun? (Cross My Heart)
- 1987: Hunter (Fernsehserie, 4 Episoden)
- 1987: I Married Dora (Fernsehserie, Episode 1x10)
- 1988: Webster (Fernsehserie, Episode 6x01)
- 1989: Zeit der Sehnsucht (Days of Our Lives, Fernsehserie, 12 Episoden)
- 1990: Geschichten aus der Gruft (Tales from the Crypt, Fernsehserie, Episode 2x10)
- 1990: Die Fälle der Rosie O'Neill (The Trials of Rosie O’Neill, Fernsehserie, Episode 1x01)
- 1991: Big Brother Jake (Fernsehserie, Episode 1x19)
- 1992: Inside America’s Totally Unsolved Lifestyles (Fernsehfilm)
- 2000: Noch mal mit Gefühl (Once and Again, Fernsehserie, Episode 1x13)
- 2001: Lady Cops – Knallhart weiblich (The Division, Fernsehserie, Episode 1x14)